# Kargów
Kargów – wieś w Polsce, położona w województwie świętokrzyskim, w powiecie buskim, w gminie Tuczępy.
Przez wieś przebiega droga wojewódzka nr 756 i przepływa ciek wodny Sanica, dopływ Wschodniej. Kargów leży na szlaku Małopolska Droga św. Jakuba.
W latach 1975–1998 miejscowość administracyjnie należała do województwa kieleckiego.

## Części wsi
| SIMC    | Nazwa     | Rodzaj    |
| ------- | --------- | --------- |
| 0275323 | Łysa Góra | część wsi |
| 0275330 | Niwa      | część wsi |

## Historia

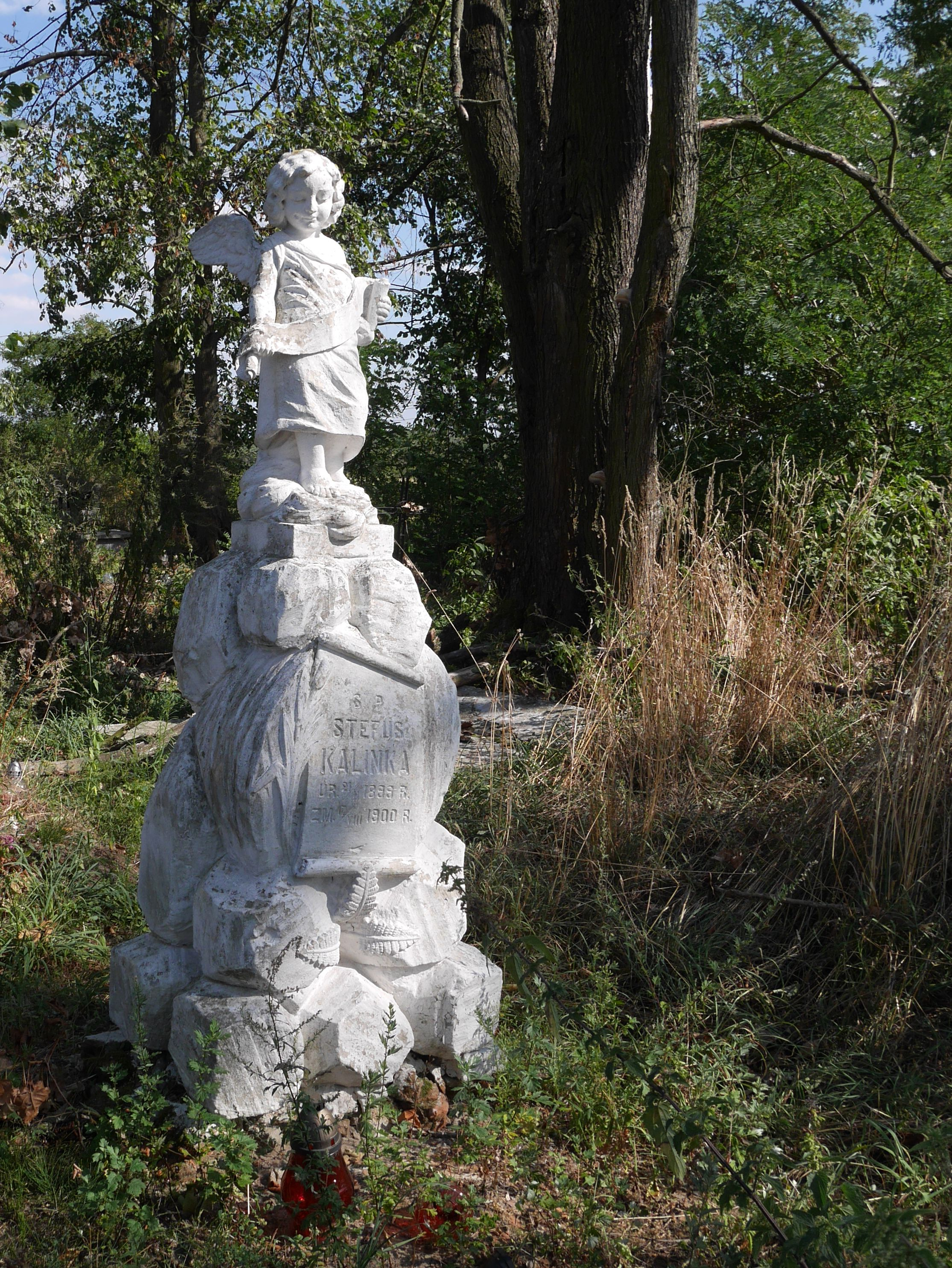
Nagrobek na zabytkowym cmentarzu w Kargowie

Pierwsza wzmianka o istnieniu parafii rzymskokatolickiej w Kargowie pochodzi z 1326 roku. W 1784 r. wieś była własnością starosty krakowskiego Eliasza Wodzickiego a administracyjnie należała do powiatu wiślickiego w województwie sandomierskim.
W 1944 r. na wschód od wsi przebiegała linia frontu radziecko-niemieckiego. W czasie walk zniszczeniu uległa wieś i kościół fundacji króla Kazimierza Wielkiego. Budynek uległ tak znacznemu zniszczeniu, że po wojnie w latach 1958-1966 został na nowo wzniesiony z zachowaniem jedynie fragmentów gotyckiego kościoła z XIV w.
W 1150 roku w Kargowie urodził się biskup krakowski Wincenty Kadłubek – związany z kancelarią księcia Kazimierza Sprawiedliwego autor Kroniki polskiej, błogosławiony Kościoła rzymskokatolickiego, patron diecezji sandomierskiej.

## Zabytki
Cmentarz parafialny, wpisany do rejestru zabytków nieruchomych (nr rej.: A.77 z 25.06.1992).